# Chris Lawless
Christopher Lawless, detto Chris (Wigan, 4 novembre 1995), è un ex ciclista su strada britannico, professionista dal 2018 al 2023, con caratteristiche di velocista.

## Palmarès
- 2013 (Juniores)

2ª tappa Trofeo Karlsberg (Naßweiler > Ludweiler)
Campionati britannici, Prova in linea Juniores
- 2016 (JLT Condor, una vittoria)

1ª tappa New Zealand Cycle Classic (Masterton > Masterton)
- 2017 (Axeon Hagens Berman, tre vittorie)

ZLM Tour
3ª tappa, 2ª semitappa Tour de Beauce (Saint-Georges > Beauce)
4ª tappa Tour de l'Avenir (Derval > Saumur)
- 2018 (Team Sky, una vittoria)

2ª tappa Settimana Internazionale di Coppi e Bartali (Crevalcore > Crevalcore)
- 2019 (Team Ineos, una vittoria)

Classifica generale Tour de Yorkshire

### Altri successi
- 2013 (Juniores)

Classifica a punti Trofeo Karlsberg
- 2018 (Team Sky)

1ª tappa, 2ª semitappa Settimana Internazionale di Coppi e Bartali (Gatteo a Mare > Gatteo, cronosquadre)
Classifica a punti Settimana Internazionale di Coppi e Bartali
- 2019 (Team Sky)

Classifica a punti Tour de Yorkshire
Classifica giovani Tour de Wallonie

## Piazzamenti

### Classiche monumento
- Giro delle Fiandre

2020: 99º

### Competizioni mondiali
- Campionati del mondo

Valkenburg 2012 - In linea Junior: 94º

### Competizioni europee
- Campionati europei su strada

Goes 2012 - In linea Juniores: ritirato
Glasgow 2018- In linea Elite: ritirato
Alkmaar 2019 - In linea Elite: 13º